# 約巴龍屬
約巴龍屬又譯酋巴瑞亞龍，是種蜥腳下目恐龍，生存於侏羅紀中后期的尼日，年代約1億6700萬到1億6100萬年前。約巴龍是以當地游牧民族神話中的一種動物「Jobar」為名。

## 發現

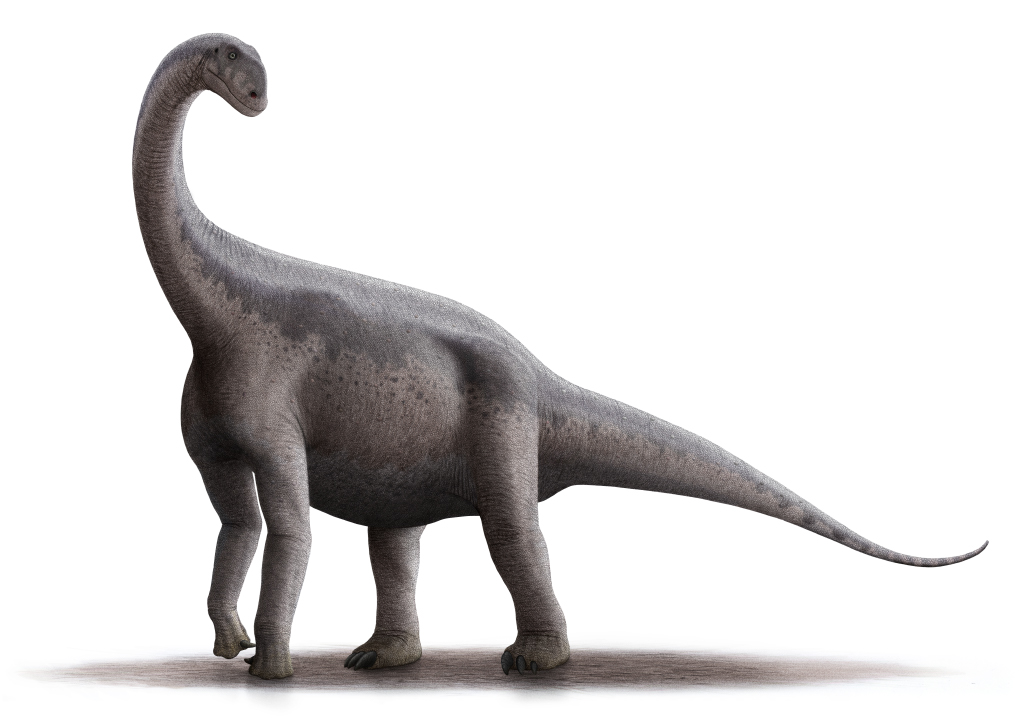
約巴龍的想像圖

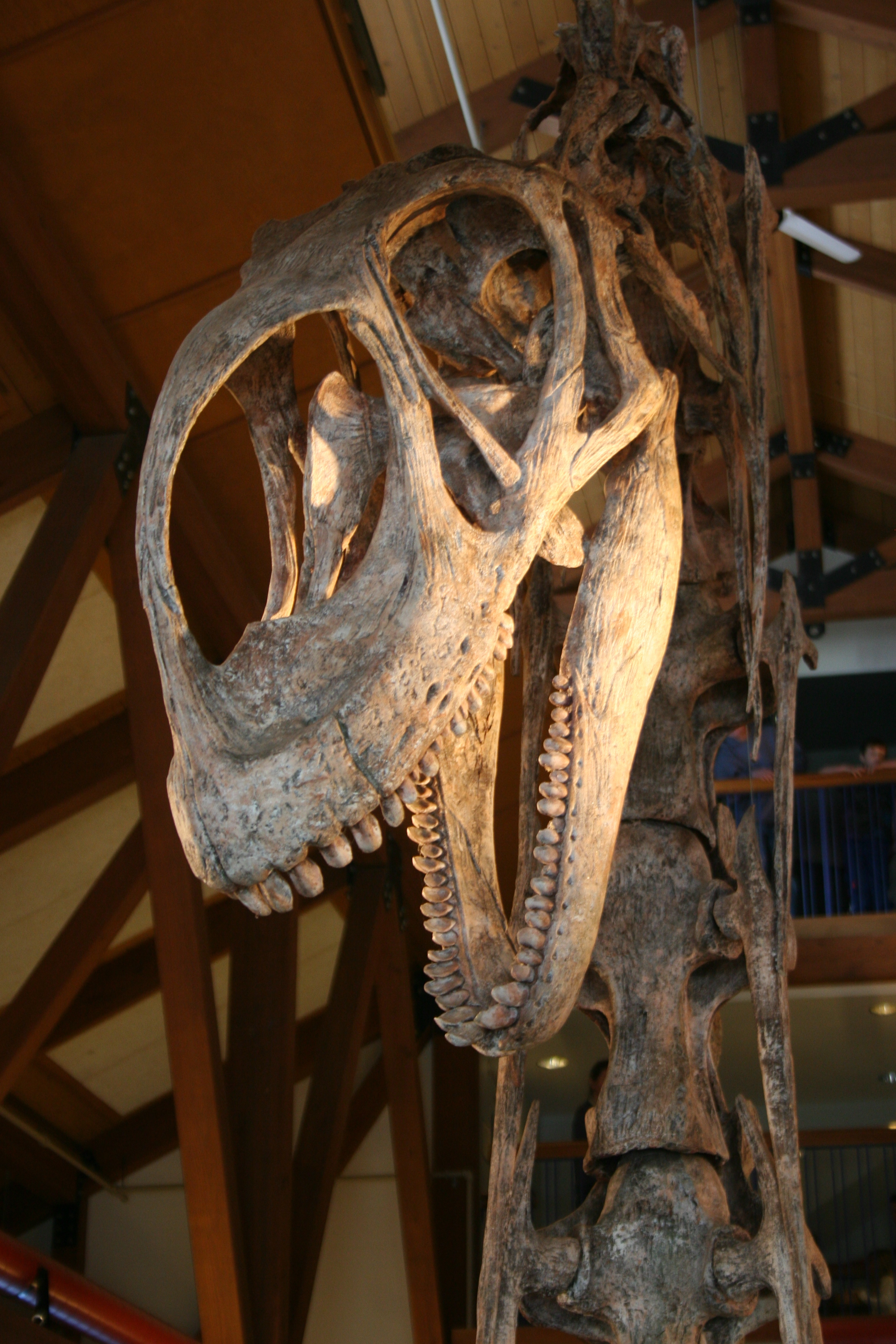
約巴龍的頭顱骨

化石是在1997年秋季發現於撒哈拉沙漠，由保羅.塞里諾（Paul Sereno）率領的挖掘團隊所發現，化石發現於尼日奇羅澤林省中部的因加爾附近，屬於富含化石的Tiourarén地層，該具標本完整度高達95%，是歷來所發現最完整的蜥腳恐龍化石。
根據早期的估計，這個地層的地質年代大致是白堊紀早期的豪特里維階至巴列姆階，距今約1億3600萬到1億2500萬年前。但在2009年，其他科學家重新鑑定Tiourarén地層的地質年代，應為侏羅紀中期的巴通階到牛津階，約1億6400萬到1億6100萬年前。

## 敘述
約巴龍被認為身長約有21.3公尺，體重被估計約22.4公噸。古生物學家保羅.塞里諾比較現代大象與約巴龍的肱骨/股骨圓周比例，提出約巴龍可能可以用後腳站立。他發現約巴龍的體重多由後腳支撐，而現代大象的體重多由前腳支撐。由於現代大象可以短暫地用後腳站立，因此約巴龍也可以輕易地用後腳站立。

## 分類
約巴龍似乎是種非常原始的蜥腳類恐龍。約巴龍被認為是種基礎大鼻龍類恐龍、或者是種接近新蜥腳類演化支的真蜥腳類恐龍。與年代較晚的北美洲蜥腳類恐龍（例如梁龍、迷惑龍）相比，約巴龍的脊椎構造較簡單，不具有鞭尾類形態的尾巴。